# اردستورف

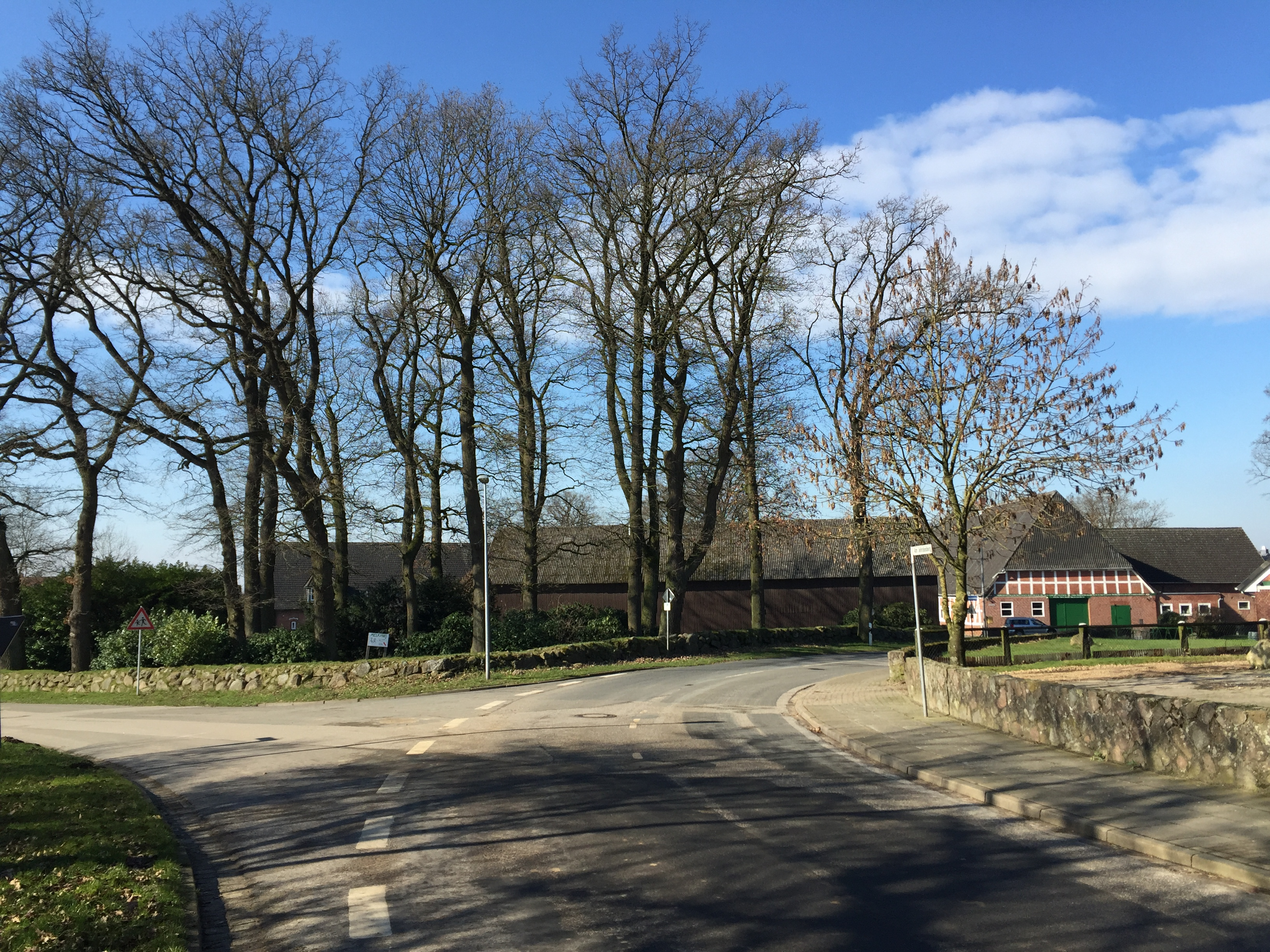
نمایی از اردستورف

اردستورف (به آلمانی: Ardestorf) یک روستا در بخش نوی وولمشتورف در هاربورگ در شمال شرقی نیدرزاکسن در آلمان واقع شده‌است.